# Сельма Риза Фераджелі
Сельма Риза Фераджелі (тур. Selma Rıza Feraceli) (5 лютого 1872 , Стамбул  — 5 жовтня 1931 , Стамбул ) — турецька письменниця, громадський діяч та журналіст.

## Біографія
Сельма Риза народилася 5 лютого 1872 року в Константинополі, на території Османської імперії. Її мати — уродженка Австрії, яка прийняла іслам й змінила ім'я на Наліме. Батько працював дипломатом. У сім'ї було семеро дітей, Сельма була найменшою. Сельма Риза мала брата Ахмета Риза Бея — вченого, державного діяча, лідера організації «Молоді Османці» та очільника Парламентського меджлісу (Parlamenterler Meclisi). Наприкінці XIX століття їде до Парижу до свого старшого брата. Навчання продовжила в університеті Сорбонни. Згідно з довідками, вона була перша дівчина турчанка, яка там вчилася.
Проживши десять років стала першою жінкою, що вступила до організації «Єднання та прогрес». Задяки бездоганним знанням французької працювала також у газеті «Консультація», яка друкувалась французькою мовою, а також у редакції газети «Şura-yı İmmet», яка друкувалась турецькою мовою. Саме тому здобула собі ім'я «перша жінка журналіст». 1892 році написала роман «Братство» (тур. Uhuvvet), але опублікували його тільки у 1999 році з редагуванням Небіля Фазила Аслана . У 1908 році повернулася до Стамбулу. Працювала у газеті «Газета для жінок» та «Жіночій світ».
Паралельно також працювала генеральним секретарем у організації «Червоний місяць». Після п'яти років праці, через непорозуміння з співробітниками, покинула організацію. У 1910—1912 роках написала ще два романи але вони не були опубліковані. Активно займалась питанням про відкриття шкіл для дівчат мусульманок. Завдяки впливовому брату вона таки змогла допомогти відкрити перший у туреччині ліцей пансіонат для дівчат, який розмістився у палаці Аділе Султан. В останній період правління Османської імперії вона повернулась до роботи в організацію Червоний місяць та пропрацювала там до своєї смерті.
5 жовтня 1931 року Сельма Риза померла.